# Фрегаты типа «Балеарес»
Фрегаты типа «Балеарес» — серия из пяти фрегатов, построенных для ВМС Испании в 1970-х годах. Корабли являются модифицированной версией американских фрегатов типа «Нокс». Основное отличие заключаются в замене ЗРК Sea Sparrow и средства базирования противолодочного вертолёта на ЗУР семейства «Стандарт» и связанные с ними радары. Корабли получили поисковую 3D-РЛС SPS-52 и одну РЛС подсветки цели SPG-51 для ЗУР средней дальностиStandard SM-1 с 16-ракетной однобалочной пусковой установкой Mk22. Низкочастотный гидролокатор дальнего действия SQS-26 был заменен среднечастотным гидролокатором SQS-23G, на транце установлены два торпедных аппарата Mk25 для торпед Mk 37. Гидролокатор переменной глубины SQS-35 сохранился.

## История
Корабли созданы в процессе глубокой кооперации разработчиков США и Испании. Программа была одобрена 17 ноября 1964 года, соглашение о техническом сотрудничестве с США — 31.03.1966 года. США осуществляли поставки вооружения и оборудования. Основные секции корпуса, турбины и редукторы произведены Ferrol, надстройка изготовлена Alicante, бойлеры, дистилляторы и винты — Cadiz.
За время эксплуатации пять кораблей несколько раз модернизировались. Модернизация проходила в два этапа. Первая стадия модернизация всех пяти кораблей была завершена в конце 1987 году. «Asturias» первым закончил полную модернизацию в 1988 году, «Extremadura» — в мае 1989 года, «Cataluna» — в начале 1990, «Baleares» — в июне 1990, «Andalucia» — в феврале 1991 года.
В процессе модернизации корабли получили испанскую боевую информационную систему TRITAN, комплект РЭБ был модернизирован испанским оборудованием. Также были добавлены пусковые установки для ложных целей Mk36 SROC, две четырёхконтейнерные пусковые установки Harpoon в средней части корабля и две артиллерийских системы ближнего радиуса Meroka. Старый гидролокатор SQS-23G был заменен современным DE-1160LF, производства Испании (более крупная и низкочастотная версия гидролокатора SQS-56), а торпедные аппараты Mk25 были удалены, чтобы оборудовать каюты для членов экипажа женского пола.
В настоящее время корабли списаны, их функции переданы новым фрегатам типа «Альваро де Базан».

## Вооружение

### Противокорабельное
Противокорабельное оружие представлено двумя счетверёнными пусковыми установками для ракет McDonnel Douglas «Гарпун». Обычный боезапас — 4 ракеты. Ракета с активными радарным самонаведением имеет дальность стрельбы 130 км, скорость 0,9 М и боевую часть массой 227 кг. Пусковые установки расположены в средней части корабля на крыше надстройки.

### Зенитное
В кормовой части корабля расположена однобалочная пусковая установка Mk 22 Mod 0 для зенитных ракет GDC Pomona Standard-1MR. Боезапас составляет 16 ракет. Ракета использует командное наведение на маршевом и полуактивное радиолокационное самонаведение на терминальном участке траектории. Дальность стрельбы составляет 46 км, максимальная скорость 2 М. Наведение осуществляется системой управления огнём Mk 74, в состав которой входит система наведения Mk 73 c одним радаром подсветки цели AN/SPG-51C диапазона G/I, который находится в средней части надстройки за пусковой установкой.

### Противолодочное
В носовой части кораблей (за исключением F-71) перед надстройкой находится пусковая установка Mk 112 на 8 противолодочных ракет Honeywell ASROC. Ракеты имеют инерциальное самонаведение, дальность стрельбы 1,6-10 км, в качестве боеголовки используется малогабаритная противолодочная торпеда Mk 46.

### Артиллерия
Главный калибр корабля — 127-мм/54 орудие Mk 42 двойного назначения, находящееся в носовой части корабля перед противолодочной установкой Mk 112. Скорострельность 20-40 выстр./мин, дальность стрельбы 24 км по надводным целям и 14 км по воздушным, масса снаряда 32 кг, боезапас 600 выстрелов. Управление стрельбой осуществляется артиллерийской системой Mk 68 с РЛС AN/SPG-53B диапазона I/J, которая находится на крыше в носовой части надстройки.
Артиллерия малого калибра представлена двумя 12-ствольными 20-мм установками Meroka, которые расположены побортно по обе стороны от фок-мачты. Стрельба обеспечивается РЛС Selena RAN-12L диапазона I (на топе фок-мачты) и двумя РЛС Sperry VPS-2 (по одной на каждой башне артустановки). Скорострельность составляет 3600 выстр./мин на расстояние до 2 км. Кроме того, имеется два 12,7-мм пулемёта.

### Торпеды
Четыре фиксированных 324-мм американских торпедных аппарата Mk32 установлены внутри корпуса по два побортно вперёд под углом 45° от осевой линии по обе стороны от грот-мачты. Используются противолодочные торпеды Mk 46 Mod 5 с активным/пассивным самонаведением. Дальность стрельбы до 11 км, скорость 40 уз., масса боевой части 44 кг. Система управления торпедной стрельбой — Mk 114.

### Электронные системы
Основу системы управления кораблём составляет боевая информационная система Tritan 1. Передача информации обеспечивается тактическим каналом передачи данных Link 11 и спутниковой системой Saturn SATCOM.
Радиолокационное оборудование включает трёхкоординатную РЛС Hughes AN/SPS-52B диапазона E/F с дальностью 440 км, РЛС обзора поверхности Raytheon AN/SPS-10 G-диапазона, навигационную РЛС Raytheon Marine Pathfinder I/J-диапазона, систему боевой воздушной навигации Tacan SRN-15A.
Внутрикорпусная ГАС средней частоты DE 1160 (вариант американской Raytheon AN/SQS-56) обеспечивает активный поиск и стрельбу противолодочным оружием. Кроме того, имеется буксируемая среднечастотная ГАС переменной глубины EDO AN/SQS-35V с теми же функциями.

### Электронное противодействие
К системам электронного противодействия относятся 6-ствольные пусковые установки SRBOC Mk 36 Mod 2 для отстрела дипольных отражателей, станции активных помех Ceselsa Canopus или Mk 1900, станции перехвата сигнала Ceselsa Deneb или Mk 1600,

## Состав серии
Все корабли были построены верфи в Ферроле. Они составили 31-ю эскадру сопровождения, базирующуюся в Ферроле. ВМС Испании приняли на вооружение ЗРК Standard, обеспечив этому типу кораблей зенитные возможности, которых не хватало американскому классу Knox.
| Название    | Номер | Верфь          | Заложен    | Спущен     | В строю    | Списан     | Фото |
| ----------- | ----- | -------------- | ---------- | ---------- | ---------- | ---------- | ---- |
| Baleares    | F71   | Bazán, Ферроль | 31.10.1968 | 20.08.1970 | 24.09.1973 | 2004       |      |
| Andalucía   | F72   | Bazán, Ферроль | 02.07.1969 | 30.03.1971 | 23.05.1974 | 2005       |      |
| Cataluña    | F73   | Bazán, Ферроль | 20.08.1970 | 03.11.1971 | 16.01.1975 | 2004       |      |
| Asturias    | F74   | Bazán, Ферроль | 30.03.1971 | 13.05.1972 | 02.12.1975 | 30.06.2009 |      |
| Extremadura | F75   | Bazán, Ферроль | 03.11.1971 | 21.11.1972 | 10.11.1976 | 2006       |      |

## Фото

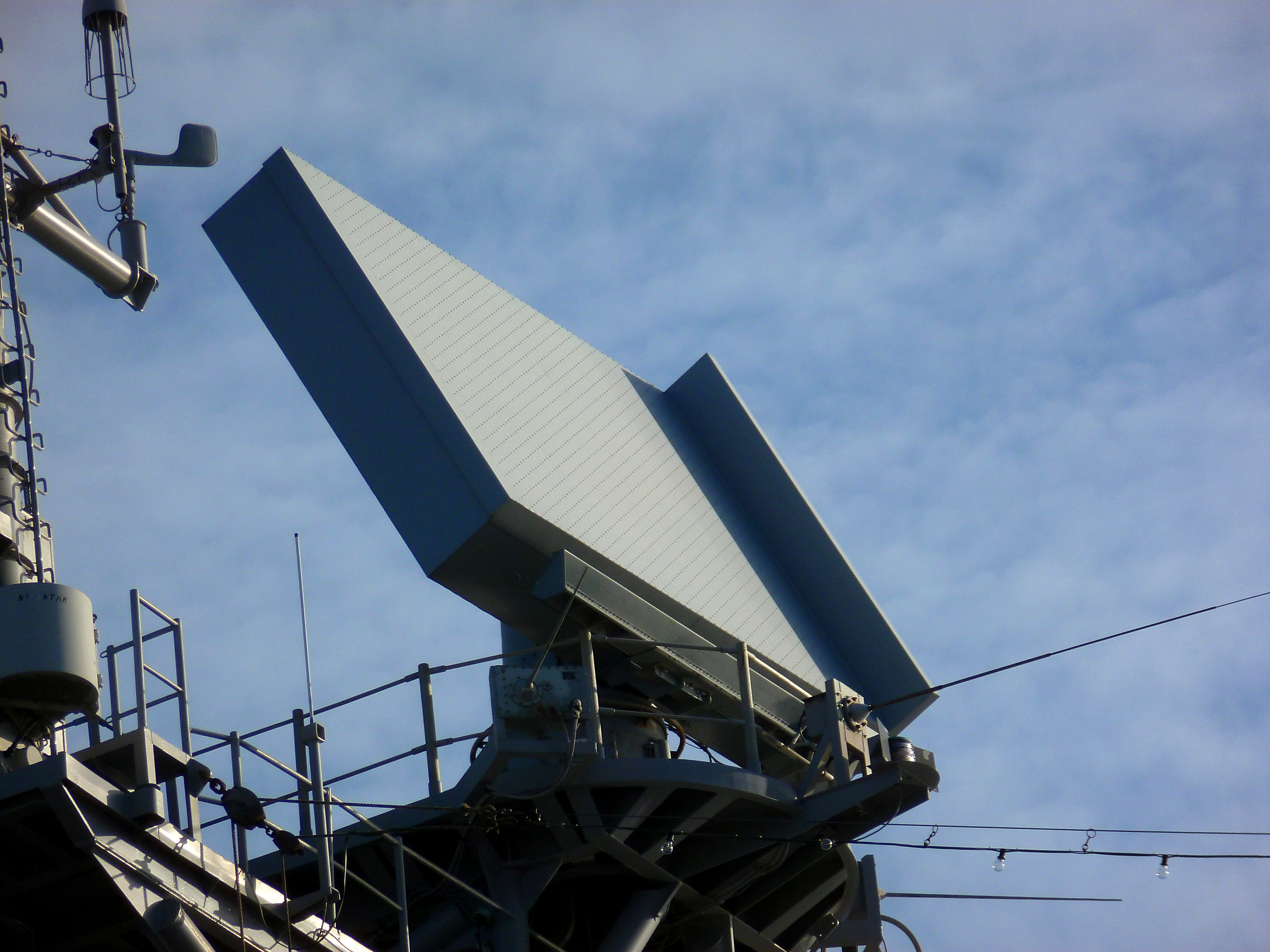
Radar tridimensional AN/SPS-52C del Príncipe de Asturias. Las Baleares llevaban la versión anterior de este mismo modelo, el AN/SPS-52B.
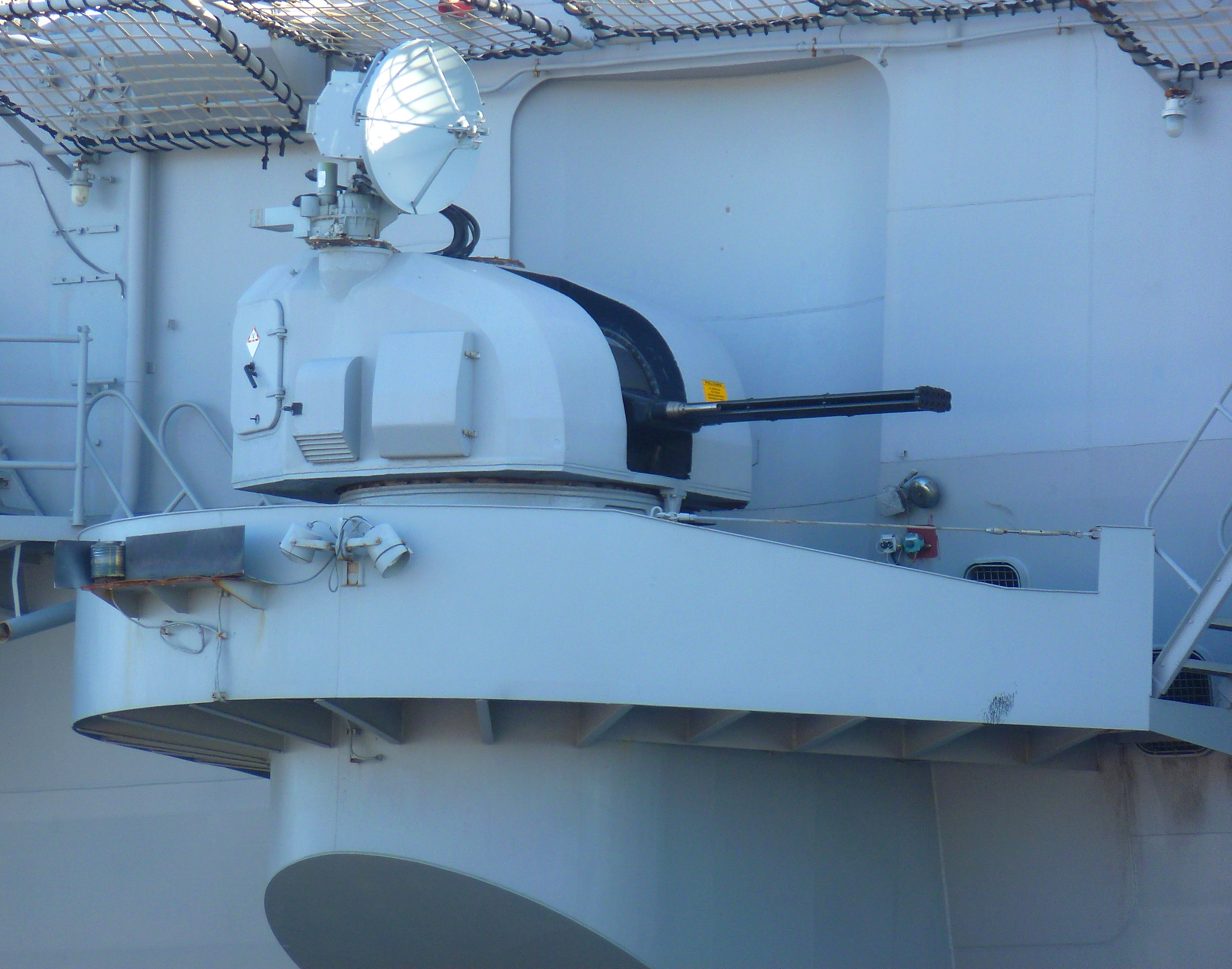
Las fragatas de esta clase fueron dotadas de dos sistemas Meroka cada una cuando fueron modernizadas.
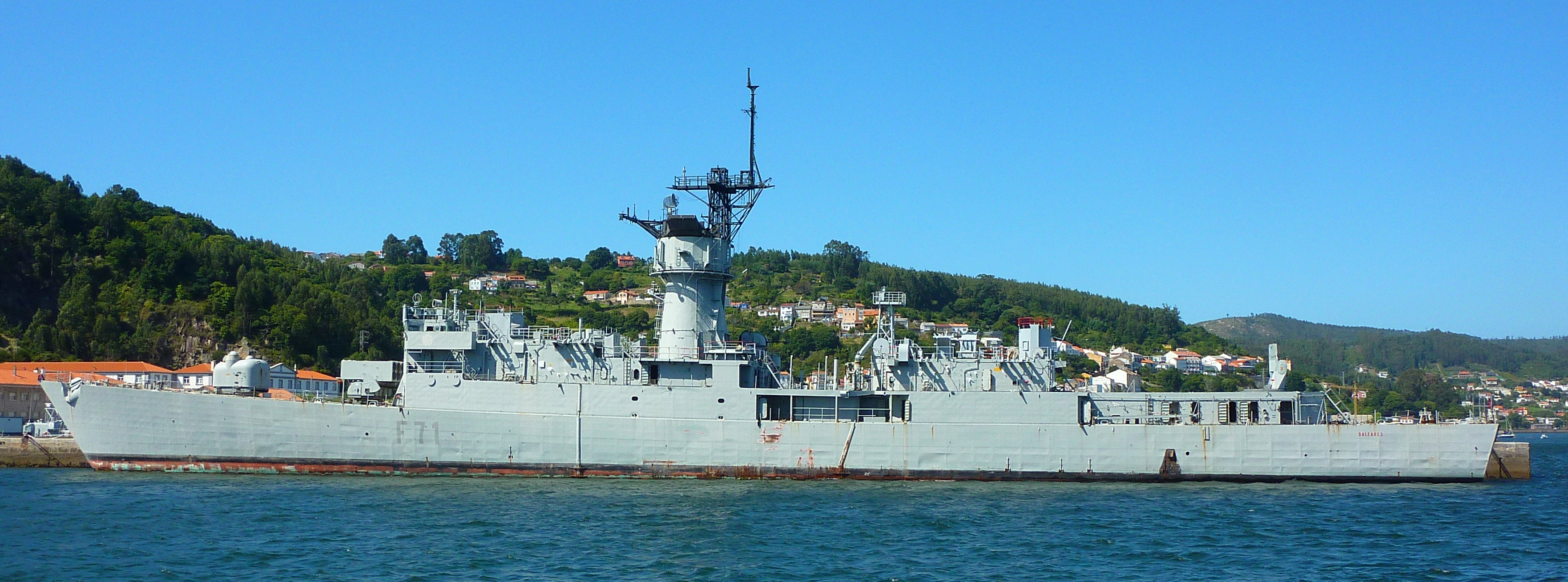
La Baleares, ya dada de baja, en la Estación Naval de La Graña (Ferrol) (agosto de 2009).